# غوتليب دوتفايلر
غوتليب دوتفايلر (Gottlieb Duttweiler) (15 أغسطس 1888 - 8 يونيو 1962) رجل أعمال وسياسي سويسري، ومؤسس كل من سلسلة متاجر ميغرو للبقالة وحزب تحالف المستقلين (Landesring der Unabhängigen).

## حياته
ولد دوتفايلر في زيورخ. أسس متجر «ميغرو» والذي بدأ بخمس سيارات فقط في عام 1925، والذي توسع إلى فروع كثيرة، وأصبح اليوم أحد سلاسل البقالة الرئيسية في سويسرا.
كان السر الأصلي لنجاحه هو جلب الضروريات اليومية للمستهلك من خلال استبعاد الوسطاء. نتيجة لذلك، اختار العديد من المنتجين في البداية مقاطعة «ميغرو»، فقامت بتصنيع أو تغليف تلك المنتجات المفقودة. في عام 1941، نقل غوتليب وزوجته أيديله دوتفايلر ملكية «ميغرو» إلى عملائهم، لتصبح مؤسسة تعاونية. طلب دوتفايلر أيضًا أن تساهم «ميغرو» بنسبة مئوية من الأرباح (الفعلية من إجمالي الإيرادات) في الأنشطة الثقافية والرياضية والهوايات.
أنشأ ما يسمى «الحديقة الخضراء» أو «حديقة دوتي» في موقع أنشأ فيه فيما بعد «معهد غوتليب دوتفايلر». وفي عام 1949، شارك في «نادي كتاب إكس ليبريس»، والذي أدمج فيما بعد في مجموعة «ميغرو» في عام 1956.
في عام 1958 أسس بنك ميغرو.
أسس دوتفايلر أيضاً حزباً سياسياً باسم «تحالف المستقلين» (Landesring der Unabhängigen).
وأسس كل من أديله وغوتليب دوتفايلر «مؤسسة غوتليب دوتفايلر»، بهدف ضمان الإبقاء على سلسلة ميغرو كمؤسسة تعاوينة وفقا للقانون التأسيسي لها.
توفي غوتليب دوتفايلر في زيورخ. تأسس «معهد غوتليب دوتفايلر» في روشليكون بعد وفاته.

## صور

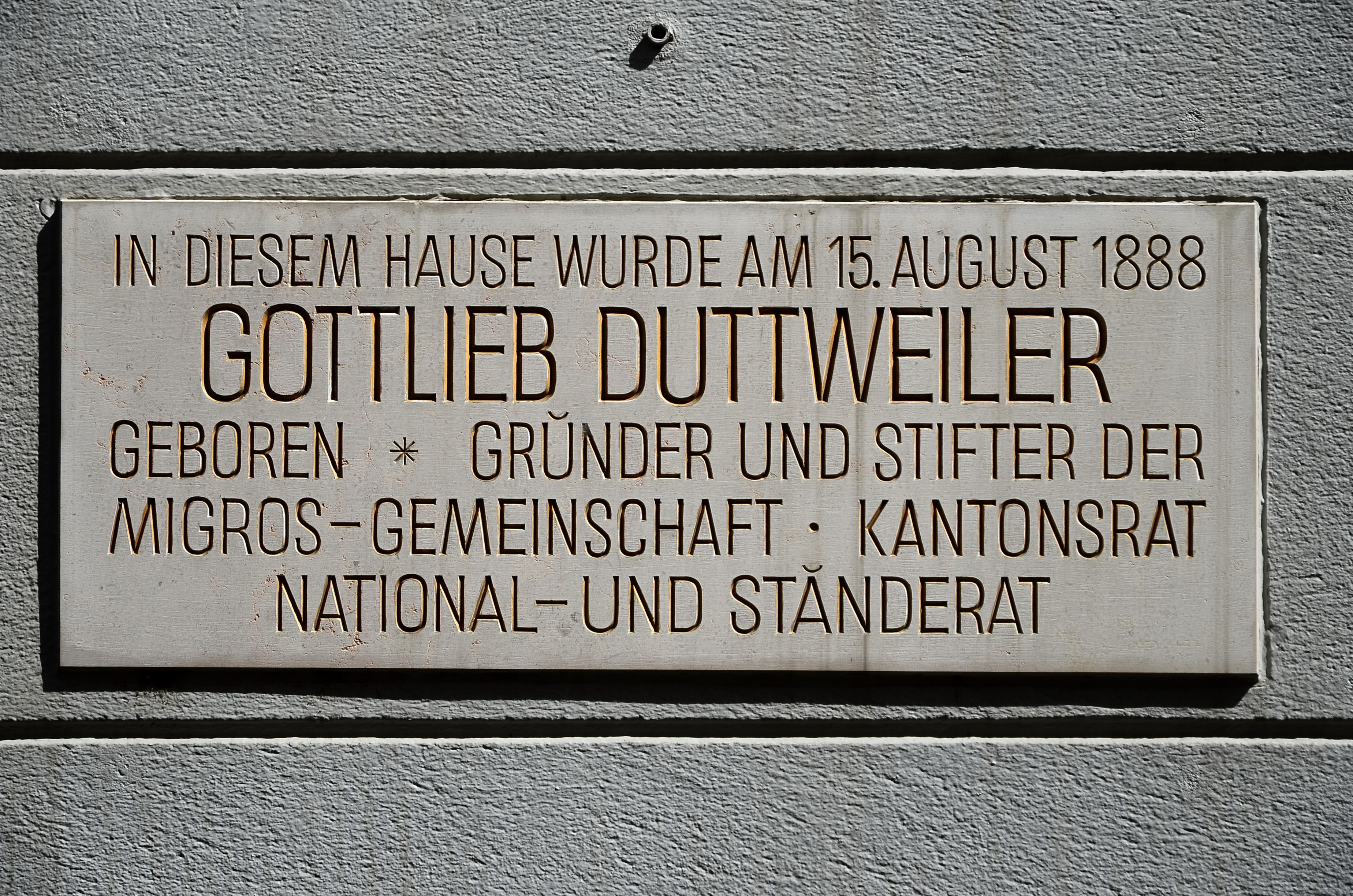
لوحة على منزل في 13 شتريلغاسه في لندنهوف في زيورخ، وهو المنزل الذي ولد فيه
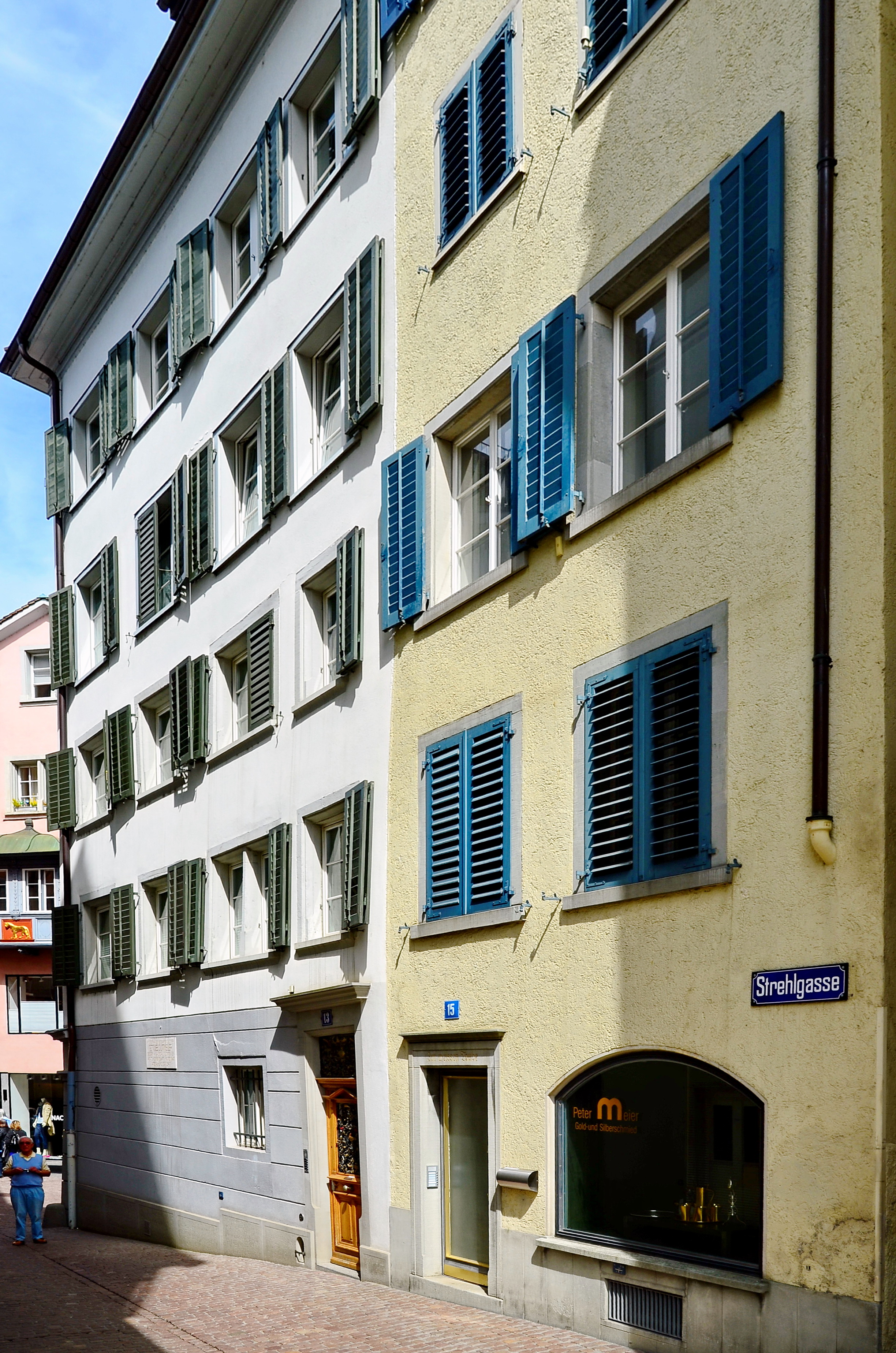
13 شارع شتريلغاسه
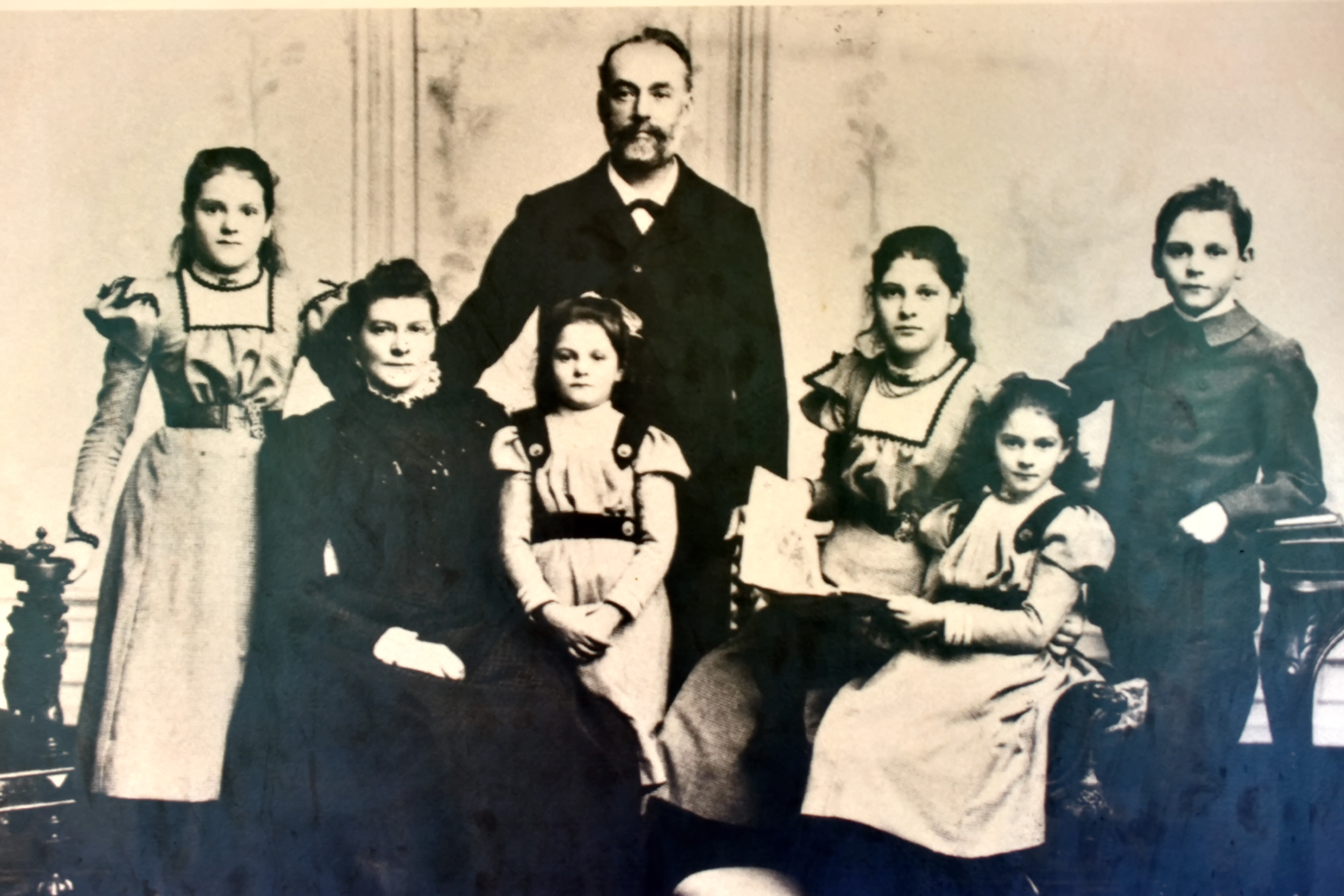
عائلة دوتفايلر، وغوتليب إلى اليمين